# جورج (واشنطن)
جورج (بالإنجليزية: George, Washington)‏ هي مدينة تقع في الولايات المتحدة في مقاطعة غرانت، واشنطن. يقدر عدد سكانها بـ 501 نسمة ومساحتها 3.44 كم2 وترتفع عن سطح البحر 374 متر.

## التركيبة السكانية
قام مكتب تعداد الولايات المتحدة بتحديد بيانات التركيبة السكانية لجورج في تعداد الولايات المتحدة. في ما يلي، التركيبة السكانية حسب تعدادي 2000 و2010.

### تعداد عام 2000
بلغ عدد سكان جورج 528 نسمة بحسب تعداد عام 2000، وبلغ عدد الأسر 141 أسرة وعدد العائلات 106 عائلة مقيمة في المدينة. في حين سجلت الكثافة السكانية 879.2 نسمة لكل ميل مربع (339.5/كم2). وبلغ عدد الوحدات السكنية 162 وحدة بمتوسط كثافة قدره 269.8 نسمة لكل ميل مربع (104.2/كم2).
وتوزع التركيب العرقي للمدينة بنسبة 80.11% من البيض و 0.57% من الأمريكيين الأصليين و 0.38% من الأمريكيين ذوي الأصول الآسيوية و 2.84% من عرقين مختلطين أو أكثر.
بلغ عدد الأسر 141 أسرة كانت نسبة 49.6% منها لديها أطفال تحت سن الثامنة عشر تعيش معهم، وبلغت نسبة الأزواج القاطنين مع بعضهم البعض 58.2% من أصل المجموع الكلي للأسر، ونسبة 6.4% من الأسر كان لديها معيلات من الإناث دون وجود شريك، وكانت نسبة 24.8% من غير العائلات. تألفت نسبة 18.4% من أصل جميع الأسر من أفراد ونسبة 5.7% كانوا يعيش معهم شخص وحيد يبلغ من العمر 65 عاماً فما فوق.
بلغ العمر الوسطي للسكان 23 عاماً. وكانت نسبة 16.5% بين الثامنة عشر والأربعة وعشرون عاماً، ونسبة 26.9% كانت واقعةً في الفئة العمرية ما بين الخامسة والعشرون حتى والأربعة وأربعون عاماً، ونسبة 14.0% كانت ما بين الخامسة والأربعون حتى الرابعة والستون، ونسبة 4.9% كانت ضمن فئة الخامسة والستون عاماً فما فوق. يوجد لكل 100 أنثى 118.2 ذكر، ويوجد لكل 100 أنثى في الثامنة عشر من عمرها فما فوق 140.1 ذكر.
بلغ متوسط دخل الأسرة في المدينة 21,181 دولار، أما متوسط دخل العائلة فبلغ 23,571 دولار. وكان متوسط دخل الذكور 21,667 دولار مقابل 13,875 دولار للإناث. وسجل دخل الفرد الخاص بالمدينة 7,779 دولار. وكانت نسبة 33.0% من العائلات ونسبة 36.2% من السكان تحت خط الفقر، وكان من هؤلاء نسبة 46.8% تحت سن الثامنة عشر ونسبة 14.0% في الخامسة والستين من العمر وما فوق.

### تعداد عام 2010
بلغ عدد سكان جورج 501 نسمة بحسب تعداد عام 2010، وبلغ عدد الأسر 131 أسرة وعدد العائلات 109 عائلة مقيمة في المدينة. في حين سجلت الكثافة السكانية 376.7 نسمة لكل ميل مربع (145.4/كم2). وبلغ عدد الوحدات السكنية 168 وحدة بمتوسط كثافة قدره 126.3 لكل ميل مربع (48.8/كم2).
وتوزع التركيب العرقي للمدينة بنسبة 38.1% من البيض و 1.4% من الأمريكيين الأصليين و 0.6% من عرقين مختلطين أو أكثر.
بلغ عدد الأسر 131 أسرة كانت نسبة 60.3% منها لديها أطفال تحت سن الثامنة عشر تعيش معهم، وبلغت نسبة الأزواج القاطنين مع بعضهم البعض 61.8% من أصل المجموع الكلي للأسر، ونسبة 9.9% من الأسر كان لديها معيلات من الإناث دون وجود شريك، بينما كانت نسبة 11.5% من الأسر لديها معيلون من الذكور دون وجود شريكة وكانت نسبة 16.8% من غير العائلات. تألفت نسبة 8.4% من أصل جميع الأسر من أفراد ونسبة 2.3% كانوا يعيش معهم شخص وحيد يبلغ من العمر 65 عاماً فما فوق. وبلغ متوسط حجم الأسرة المعيشية 4.14، أما متوسط حجم العائلات فبلغ 3.82.
بلغ العمر الوسطي للسكان 24.8 عاماً. وكانت نسبة 35.9% من القاطنين تحت سن الثامنة عشر، وكانت نسبة 14.9% بين الثامنة عشر والأربعة وعشرون عاماً، ونسبة 28% كانت واقعةً في الفئة العمرية ما بين الخامسة والعشرون حتى والأربعة وأربعون عاماً، ونسبة 15% كانت ما بين الخامسة والأربعون حتى الرابعة والستون، ونسبة 6.4% كانت ضمن فئة الخامسة والستون عاماً فما فوق. وتوزع التركيب الجنسي للسكان بنسبة 54.1% ذكور و45.9% إناث.